# Puccinia gaudiniana
Puccinia gaudiniana ist eine Ständerpilzart aus der Ordnung der Rostpilze (Pucciniales). Der Pilz ist ein Endoparasit von Winterzwiebel, Schlangen-Lauch und Ähren-Hafer. Symptome des Befalls durch die Art sind schwarzbraune Rostflecken auf den Blattoberflächen der Wirtspflanzen. Das Verbreitungsgebiet umfasst den westlichen Mittelmeerraum.

## Merkmale

### Makroskopische Merkmale
Puccinia gaudiniana ist mit bloßem Auge nur anhand der auf der Oberfläche des Wirtes hervortretenden Sporenlagern zu erkennen. Sie wachsen in Nestern, die als braune bis schwarze Flecken und Pusteln auf den Blatt- und Stängeloberflächen erscheinen.

### Mikroskopische Merkmale
Das Myzel von Puccinia gaudiniana wächst wie bei allen Puccinia-Arten interzellulär und bildet Saugfäden, die in das Speichergewebe des Wirtes wachsen. Ihre Telien der Art sind eiähnlich oder strichartig geformt und schwarzbraun bis schwarz und 0,2–1,5 × 0,2–0,5 mm groß. Die Teleutosporen sind ein- bis zweizellig, länglich bis keulenartig geformt, glatt oder mit Linien versehen und 34–72 × 38–60 µm groß. Sie sind kastanienbraun, ihre Stiele sind kurz, dick und hellbraun. Pyknien, Uredien und Aecidien wurden bislang nicht näher beschrieben.

## Verbreitung
Puccinia gaudiniana besitzt ein Verbreitungsgebiet, das sich über den westlichen Mittelmeerraum Afrikas und Europas erstreckt.

## Ökologie
Die Wirtspflanzen von Puccinia gaudiniana sind als Haplont Winterzwiebel (Allium fistulosum), Schlangen-Lauch (Allium scorodoprasum) sowie Ähren-Hafer (Gaudinia fragilis) für den Dikaryonten. Der Pilz ernährt sich von den im Speichergewebe der Pflanzen vorhandenen Nährstoffen, seine Sporenlager brechen später durch die Blattoberfläche und setzen Sporen frei. Die Art verfügt über einen Entwicklungszyklus mit Pyknien, Uredien, Telien und Aecidien.